# 普佳蒂奇
49°44′27″N 23°29′5″E / 49.74083°N 23.48472°E
普佳蒂奇（羅馬化：Putiatychi）是烏克蘭西部利沃夫州利維夫區的村落，面積6.55平方公里，海拔高度258米，2001年人口427，人口密度每平方公里65.2人。